# Itó Tacuja (labdarúgó)
Itó Tacuja (伊藤 達哉) (Tokió, 1997. június 26. –) japán válogatott labdarúgó.

## Klub
A labdarúgást a Hamburger SV csapatában kezdte. 34 bajnoki mérkőzésen lépett pályára. 2019-ben a K Sint-Truidense VV csapatához szerződött.

## Nemzeti válogatott
A japán válogatott tagjaként részt vett a 2019-es Copa Américán.